# Eed van Trouw
Een Eed van Trouw is de aflegging van een ambtelijke eed van trouw, bijvoorbeeld aan een bisschop of aan de Grondwet.

## België
Ambtenaren in Federale instellingen moeten de eed van trouw aan de Belgische Grondwet afleggen, voor de ambtenaren in dienst van de diverse gewestelijke overheden geldt deze verplichting niet meer. De Vlaamse overheid heeft de verplichting in 2005 afgeschaft.

## Nederland
De Eed op de Constitutie was een eed van trouw uit 1787 die heeft bestaan tot 1795. Vele Nederlanders moesten de eed afleggen ter versterking van de positie van de erfstadhouder, welke onder andere door patriottische hervormingen aan het wankelen was geraakt.